# Architype Renner
Pour les articles homonymes, voir Renner.
Architype Renner est une police de caractères géométrique sans-serif. Elle reproduit les caractères expérimentaux de la Futura dessinée entre 1927 et 1929 par Paul Renner pour le compte de la fonderie Bauer. Le design original de Renner s’inspirait lui-même de l’alphabet « Universel » d’Herbert Bayer. Les caractères alternatifs de Renner proposés pour la Futura furent pour la plupart supprimés de l’ensemble de caractères au profit d’un aspect plus conventionnel, et donc plus fructueux. 
Des caractères alternatifs ont été dessinés pour les a, g, et r bas-de-casse, certains caractères de ponctuation et des majuscules incluant des accents allemands. 